# A Vontade de Poder
A Vontade de Poder (também traduzido por A Vontade de Potência, em alemão: Der Wille zur Macht) é um livro de notas extraídas dos fragmentos literários deixados por Friedrich Nietzsche, publicados por sua irmã Elisabeth Förster-Nietzsche e seu amigo Peter Gast em 1906, seis anos após a morte do filósofo. O livro trata do niilismo europeu, das críticas aos valores estabelecidos, dos princípios de uma nova valoração (baseada na vontade de poder) e da ordem de castas necessária para o estabelecimento de novos valores. A obra é constituída por 1067 textos, ou aforismos.
Foi durante a década de 1880 que Nietzsche planejou escrever uma obra que apresentaria toda a sua doutrina. Essa obra, nos vários planos que Nietzsche esboçou, recebeu o título: Der Wille zur Macht - Versuch einer Umwertung aller Werte (A vontade de poder, uma tentativa de transmutar todos os valores). Esse projeto de livro foi posteriormente intitulado Inversão de todos os valores. Parte do que hoje é chamado de fragmentos póstumos (correspondentes aos volumes X a XIV da edição de Colli-Montinari)   constituiu o trabalho preparatório para essa obra. Nietzsche acabou abandonando o projeto e usou esses textos (ver Magnum in parvo: Uma filosofia em compêndio) para escrever Crepúsculo dos Ídolos e  O Anticristo. 
1. ↑   Werke. Kritische Gesamtausgabe (KGW), Giorgio Colli und Mazzino Montinari. Berlin und New York 1967.
2. ↑   Sämtliche Werke, Kritische Studienausgabe in 15 Bänden  KSA),  Giorgio Colli und Mazzino Montinari. München und New York 1980. (ISBN 3-423-59044-0).
3. ↑  Nietzsche, F. (2024). Magnum in parvo: Una filosofía en compendio. Traducción, introducción y notas de Joaquín Riera Ginestar. Madrid: Alianza Editorial https://www.alianzaeditorial.es/libro/bibliotecas-de-autor/magnum-in-parvo-friedrich-nietzsche-9788411485265/